# Burago (Muscoline)
Burago è una frazione del comune bresciano di Muscoline.

## Storia
La località è un piccolo villaggio agricolo di antica origine.
Burago divenne frazione di Castrezzone su ordine di Napoleone, ma gli austriaci annullarono la decisione al loro arrivo nel 1815 con il Regno Lombardo-Veneto.
Dopo l'unità d'Italia il piccolo paese di 67 abitanti cambiò nome in Burago Riviera, ma fu ben presto annesso a Muscoline data la sua sparuta popolazione.